# Gouvernement provisoire d'Hawaï
1893–1894
Entités précédentes :
- Royaume d'Hawaï

Entités suivantes :
- République d'Hawaï

Le Gouvernement provisoire d'Hawaiʻi est le nom donné à l'entité qui a gouverné le royaume d'Hawaï entre le renversement de la reine Liliʻuokalani en 1893 et la proclamation de la république d'Hawaï l'année suivante.

## Historique
Il fut constitué le 14 janvier 1893 à l'instigation d'un groupe d'individus composé d'Américains et d'Européens se disant préoccupé par la sécurité des citoyens américains et de leurs biens. En réalité, la reine Liliʻuokalani cherchait à réduire, à son profit, les prérogatives d'un parlement hawaïen largement sous contrôle des occidentaux et défendant les intérêts les milieux d'affaires euro-américains installés sur l'archipel.
Ce groupe de conjurés constitua un Comité de salut public, également connu sous le nom évocateur de Annexation club. Ils étaient décidés alors à renverser la monarchie, à déposer la reine et à annexer l'archipel aux États-Unis. Ce comité était dirigé par un juriste Sanford B. Dole et un homme d'affaires Lorrin Thurston. Ils agissaient sans l'aval du gouvernement des États-Unis, qui ignorait d'ailleurs sans doute l'existence de cette initiative.
Deux jours plus tard, dans l'après-midi du 16 janvier, 162 marins et Marines débarquèrent du croiseur USS Boston dans la baie d'Honolulu, répondant à l'appel de John L. Stevens, représentant le département d'État des États-Unis auprès du monarque.
Le coup d'État se déroula le lendemain, la reine Liliʻuokalani fut alors contrainte d'abdiquer. L'acte d'abdication mentionnait bien qu'elle résignait ses pouvoirs au profit du gouvernement fédéral des États-Unis et non du gouvernement provisoire. Elle mettait ainsi Washington devant ses responsabilités, espérant retrouver rapidement son trône. Un rapport commandé par le président américain Grover Cleveland, lui donna d'ailleurs raison peu de temps après en démontrant l'illégalité du putch.
En novembre 1893, Cleveland proposa à la reine de revenir au pouvoir à la condition qu'elle accepte d'amnistier les protagonistes de coup d'État, ce qu'elle refusa dans un premier temps. Puis, durant le mois suivant, Albert S. Willis successeur de John L. Stevens comme représentant du département d'État à Hawaï, exigea que le gouvernement provisoire de l'archipel rétablisse la souveraine dans ses droits, proposition que ce dernier refusa. Le Congrès des États-Unis sur la foi d'un deuxième rapport, disculpa même les putchistes le 26 février 1894, ce qui précipita la chute définitive de la monarchie et la proclamation de la république d'Hawaï le 4 juillet 1894.